# La Berruga (Berga)
La Berruga és un edifici del municipi de Berga protegida com a bé cultural d'interès local.

## Descripció
L'indret conegut popularment com la Berruga està format per l'actual carrer de les voltes de Clarís i pel passatge de les Voltes d'en Clarís; el primer dels quals dona a la plaça de Sant Pere i el segon al carrer Buxadé. Són dos carrers que formen un angle pràcticament recte i que són coberts, excepció feta d'un petit tros prop d'on es produeix l'encreuament on es forma una espècie de pati, conegut com la Plaça d'en Clarís. Els passos coberts són acabats en diferents solucions: volta rebaixada amb carreus de pedra, o pas allindanat amb bigues de fusta perpendiculars al perfil de les cases.

## Història
Si bé es desconeix l'època exacta de la construcció del Call (cal Berruga), sembla que fou a les darreries del segle xiii quan s'hi va començar a establir una incipient comunitat jueva. De fet, la primera referència documental de jueus a Berga data del 1279. Tot i que alguns autors esmenten la xifra de 40 o 50 famílies, sembla que aquesta comunitat no devia excedir els 40 o 50 membres. A primers o mitjans del segle xiv, en ampliar-se la comunitat segurament amb jueus provinents de França després de l'expulsió del 1306, es comença a construir el call nou (nom mantingut també fins al 1877 quan fou canviat pel de carrer de Balmes). Aquesta comunitat va perdre importància des de final del segle xiv fins a l'expulsió del 1492. La zona va quedar habitada, ara per cristians, fins als nostres dies. L'any 1992 es va endegar un projecte de restauració de l'antic call.